# 크리보가슈타니시

크리보가슈타니 시의 위치

크리보가슈타니시(마케도니아어: Општина Кривогаштани)는 마케도니아 공화국 서부에 위치한 지방 자치체로 행정 중심지는 크리보가슈타니이며 면적은 93.57km2, 인구는 6,150명(2002년 기준)이다. 서쪽으로는 크루셰보 시, 북쪽으로는 돌네니 시, 동쪽으로는 프릴레프 시, 남쪽으로는 모길라 시와 접한다.